# Perdita speciosa
Perdita speciosa är en biart som beskrevs av Timberlake 1971. Perdita speciosa ingår i släktet Perdita och familjen grävbin. Inga underarter finns listade i Catalogue of Life.